# Gymnothorax unicolor
La murena nera o murena monaca (Gymnothorax unicolor, nota anche con il sinonimo di Lycodontis unicolor) è un pesce di mare della famiglia Muraenidae.

## Distribuzione e habitat

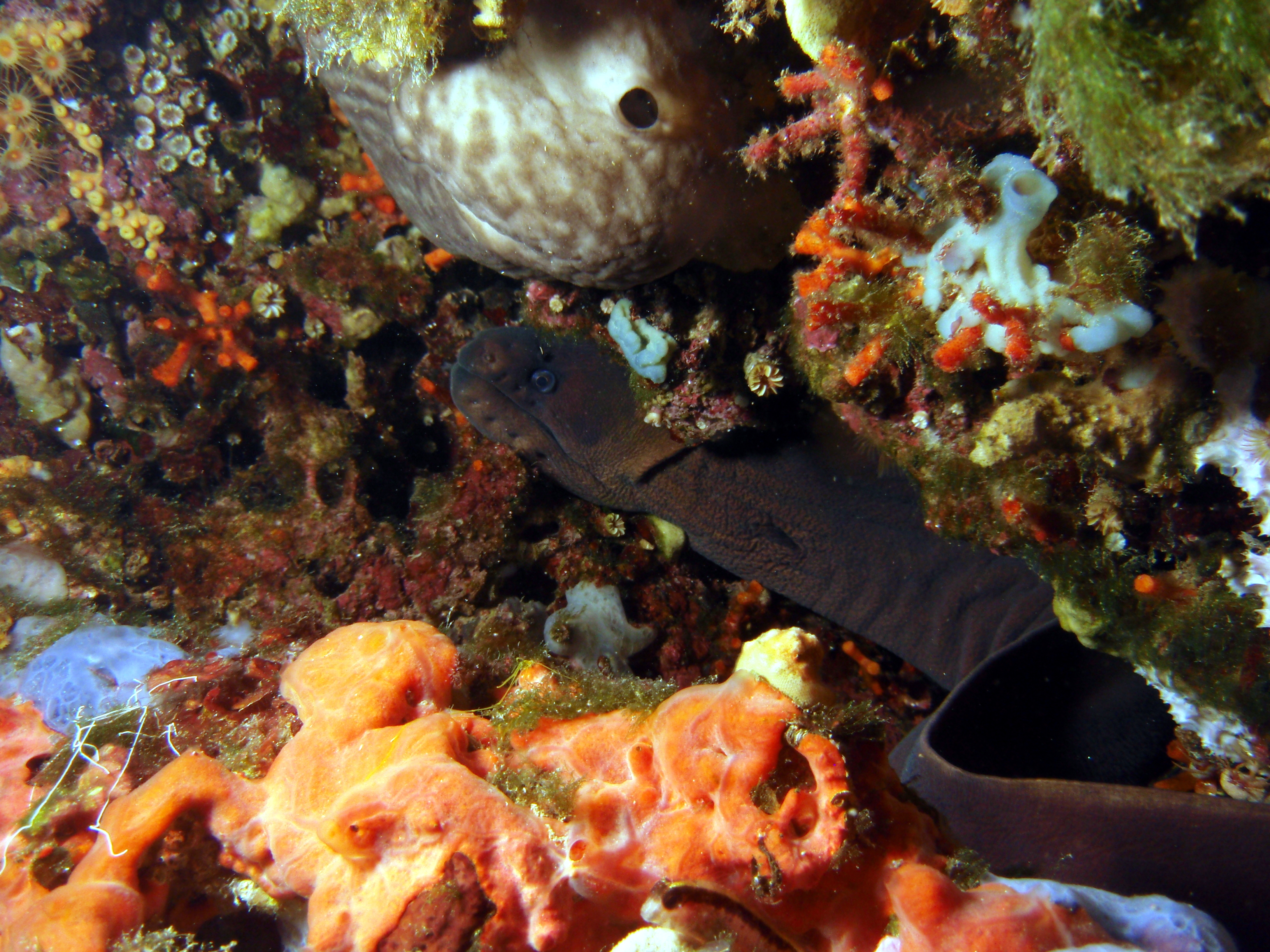
G. unicolor nel coralligeno

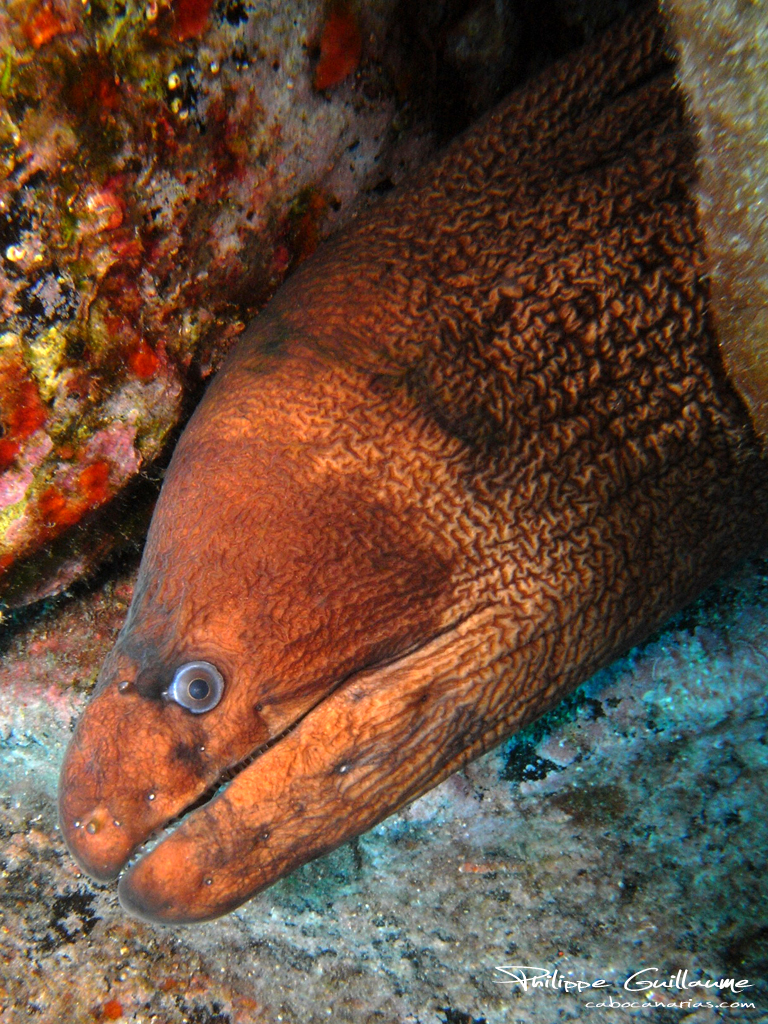
G. unicolor tra gli anfratti

Si tratta di una specie di acque calde diffusa nell'Oceano Atlantico orientale dalle coste del sud del Portogallo all'isola di Sant'Elena e nel mar Mediterraneo e in tutti i mari italiani, dove però è rara.

Si incontra, come la murena comune, in fondi scogliosi a profondità modeste, ma maggiori rispetto a M. helena.

## Descrizione
È molto simile alla murena come aspetto generale, si può distinguere in base ai seguenti caratteri:
- solo la narice anteriore ha un tubulo (in Muraena lo hanno entrambe)
- la testa è più tozza e meno allungata
- il colore è molto più uniforme, di solito bruno più o meno scuro ma non nero
- la testa è di colore più scuro del resto del corpo, questa colorazione scura è delimitata da una fascia chiara indistinta che passa presso l'opercolo branchiale
- la pinna impari ha un bordo biancastro molto fine ma contrastante sulla tonalità scura della pinna

La lunghezza massima è di 110 cm.

## Biologia
Simile a quella di Muraena helena.